# Ban Biao
Ban Biao (Chinees: 班彪, Ban Biao, 3 – 54 na begin onze jaartelling) was een Chinese historicus. Hij leefde gedurende de Han-dynastie. Hij was de neef van Ban Jieyu of Dame Ban (Chinees: 班婕妤), een bekende dichteres en concubine van keizer Cheng Di (Chinees: 成帝).
Ban Biao begon het Boek van de Han, dat werd gecompleteerd door zijn zoon Ban Gu (Chinees: 班固) en dochter Ban Zhao (Chinees: 班昭). Zijn broer Ban Chao (Chinees: 班超) was een beroemd generaal die met zijn verhalen bijdroeg aan het Boek van de Han.